# Volejbol'nyj klub Zareč'e Odincovo
Il Volejbol'nyj klub Zareč'e Odincovo (in russo волейбольный клуб Заречье-Одинцово?) è una società pallavolistica femminile russa con sede a Odincovo: milita nel campionato di Superliga.

## Storia
Il Volejbol'nyj klub Zareč'e Odincovo viene fondato nel 1987. Nei primissimi anni della sua storia prende parte alle categorie minori del campionato russo, fino ad esordire in Superliga nel 1996, un anno dopo la vittoria del primo trofeo nella storia del club, la Coppa di Russia. Dal 2002 al 2004 vince altre tre volte la coppa nazionale, ma non ottiene grandi risultati in campionato. Nel 2006 arriva la prima finale di Superliga, persa contro la Dinamo Mosca; un anno dopo il club gioca la sua prima finale europea in Coppa CEV, perdendo contro le padrone di casa della Sirio Perugia. Nonostante le due finali perse, negli stessi anni arrivano due nuove affermazioni in Coppa di Russia.
Nelle stagioni successive inizia il dualismo con la Dinamo Mosca: i due club si scontrano in tre finali consecutive della Superliga, che vedono trionfare due volte lo Zareč'e. Nel 2008 arriva una nuova finale in ambito europeo in Champions League: dopo aver eliminato le padrone di casa del CAV Murcia, lo Zareč'e deve nuovamente arrendersi alla Sirio Perugia.
Si aggiudica il primo trofeo europeo vincendo la Challange Cup 2013-14.

## Rosa 2018-2019
| N° | Nome                   | Ruolo | Data di nascita   | Nazionalità sportiva |
| -- | ---------------------- | ----- | ----------------- | -------------------- |
| 1  | Ol'ga Efimova          | P     | 6 gennaio 1990    | Russia               |
| 2  | Valerija Hončarova     | C     | 3 gennaio 1988    | Russia               |
| 4  | Evgenija Bajandina     | L     | 8 novembre 1988   | Russia               |
| 6  | Kristina Kurnosova     | L     | 17 giugno 1997    | Russia               |
| 7  | Ksenija Smirnova       | O     | 24 aprile 1998    | Russia               |
| 8  | Anna Mel'nikova        | C     | 13 ottobre 1995   | Russia               |
| 9  | Viktorija Russu        | S     | 16 febbraio 1999  | Russia               |
| 10 | Ol'ga Birjukova        | S     | 19 settembre 1994 | Russia               |
| 13 | Elizaveta Kotova       | C     | 31 maggio 1998    | Russia               |
| 15 | Natal'ja Nepomnjaščich | P     | 16 agosto 1987    | Russia               |
| 16 | Marija Vorob'eva       | S     | 24 febbraio 1998  | Russia               |
| 19 | Tat'jana Jurinskaja    | S     | 25 febbraio 1996  | Russia               |

## Palmarès
- Campionato russo: 2

2007-08, 2009-10
- Coppa di Russia: 6

1995, 2002, 2003, 2004, 2006, 2007
- Challenge Cup: 1

2013-14